# Tournoi de tennis de Bâle
Pour les articles homonymes, voir Bâle (homonymie).
Le tournoi de Bâle (Suisse) dont le nom officiel est Swiss Indoors Basel, est un tournoi de tennis de l'ATP Tour créé en 1970. En 2001, une épreuve féminine du circuit professionnel de la WTA a été organisée dans la même ville.
En 2009, ce tournoi est passé de la catégorie International Series (ATP 250 actuel) à la catégorie ATP 500.

## Parrainage controversé par l'industrie du tabac

Ancien logo de l'Open de Bâle quand il était parrainé par la marque de tabac Davidoff.

Le tournoi de Bâle est le dernier tournoi de tennis au monde à avoir été parrainé par une marque de tabac. Le sponsor titulaire du tournoi était la marque de tabac Davidoff, marque phare de cigarettes de la multinationale Imperial Tobacco et aussi marque suisse de cigares. Un tel parrainage, interdit dans l'Union européenne, vaut au tournoi Davidoff Swiss Indoors d'être fortement critiqué par les organisations antitabac, notamment l'association suisse OxyRomandie et son président Pascal Diethelm,,,.
Pour éviter d'être condamnée pour violation des lois française et européenne, la chaîne de télévision Eurosport s'est retirée du tournoi en 2008. En 2009, l'UNESCO a refusé une donation du tournoi. En juin 2011, la chaîne de télévision Sport+ a été condamnée par le Tribunal de grande instance d'Evry pour avoir diffusé les images du tournoi de Bâle lorsque celui-ci était parrainé par la marque Davidoff. La condamnation est définitive, Sport+ n'ayant pas fait appel. Plusieurs procédures judiciaires sont encore en cours, dont une plainte pour violation de la loi française contre l'organisateur du tournoi et le groupe Oettinger Davidoff, et une plainte contre la télévision suisse.
Depuis l'édition 2010, ce sponsor a disparu de l'appellation.

## Palmarès messieurs

### Simple
Roger Federer détient les records de victoires (10), de victoires consécutives (3), de finales (15) et de finales consécutives (10).

#### Champions les plus titrés
| Joueur                | Titres | Premier | Dernier |
| Roger Federer         | 10     | 2006    | 2019    |
| Stefan Edberg         | 3      | 1985    | 1988    |
| Yannick Noah          | 2      | 1982    | 1987    |
| Tim Henman            | 2      | 1998    | 2001    |
| Juan Martín del Potro | 2      | 2012    | 2013    |
| Ivan Lendl            | 2      | 1980    | 1981    |
| Jim Courier           | 2      | 1989    | 1995    |
| Félix Auger-Aliassime | 2      | 2022    | 2023    |

#### Palmarès par édition
| No | Date       | Nom et lieu du tournoi                              | Catégorie                                           | Dotation                                            | Surface                                             | Vainqueur                                           | Finaliste                                           | Score                                               |                                                     |
| -- | ---------- | --------------------------------------------------- | --------------------------------------------------- | --------------------------------------------------- | --------------------------------------------------- | --------------------------------------------------- | --------------------------------------------------- | --------------------------------------------------- | --------------------------------------------------- |
| 1  | 1970       | , Bâle                                              | Non-ATP                                             | NC $                                                | NC                                                  | Klaus Berger                                        | Ernst Schori                                        | 6-3, 6-1                                            |                                                     |
| 2  | 1971       | , Bâle                                              | Non-ATP                                             | NC $                                                | NC                                                  | Jiří Zahradníček                                    | Petr Kanderal                                       | 6-4, 5-7, 6-3                                       |                                                     |
| 3  | 1972       | , Bâle                                              | Non-ATP                                             | NC $                                                | NC                                                  | Michel Burgener                                     | Petr Kanderal                                       | 7-5, 4-6, 6-0                                       |                                                     |
| 4  | 1973       | , Bâle                                              | Non-ATP                                             | NC $                                                | NC                                                  | Jean-Claude Barclay                                 | Leonardo Manta                                      | 6-3, 7-5                                            |                                                     |
| 5  | 1974       | , Bâle                                              | Non-ATP                                             | NC $                                                | NC                                                  | Roger Taylor                                        | Petr Kanderal                                       | 6-4, 6-2                                            |                                                     |
| 6  | 10-02-1975 | , Bâle                                              |                                                     | NC $                                                | Moquette (int.)                                     | Jiří Hřebec                                         | Ilie Năstase                                        | 6-1, 7-6, 2-6, 6-4                                  |                                                     |
| 7  | 01-03-1976 | , Bâle                                              |                                                     | 30 000 $                                            | Moquette (int.)                                     | Jan Kodeš                                           | Jiří Hřebec                                         | 6-4, 6-2, 6-3                                       |                                                     |
| 8  | 24-10-1977 | , Bâle                                              |                                                     | 30 000 $                                            | Moquette (int.)                                     | Björn Borg                                          | John Lloyd                                          | 6-4, 6-2, 6-3                                       |                                                     |
| 9  | 23-10-1978 | , Bâle                                              |                                                     | 75 000 $                                            | Dur (int.)                                          | Guillermo Vilas                                     | John McEnroe                                        | 6-3, 5-7, 7-5, 6-4                                  |                                                     |
| 10 | 15-10-1979 | , Bâle                                              |                                                     | 75 000 $                                            | Dur (int.)                                          | Brian Gottfried                                     | Johan Kriek                                         | 7-5, 6-1, 4-6, 6-3                                  |                                                     |
| 11 | 13-10-1980 | Swiss Indoor Championships, Bâle                    |                                                     | 75 000 $                                            | Dur (int.)                                          | Ivan Lendl                                          | Björn Borg                                          | 6-3, 6-2, 5-7, 0-6, 6-4                             |                                                     |
| 12 | 12-10-1981 | Swiss Indoor Championships, Bâle                    |                                                     | 75 000 $                                            | Dur (int.)                                          | Ivan Lendl                                          | José Luis Clerc                                     | 6-2, 6-3, 6-0                                       |                                                     |
| 13 | 11-10-1982 | Swiss Indoor Championships, Bâle                    |                                                     | 100 000 $                                           | Dur (int.)                                          | Yannick Noah                                        | Mats Wilander                                       | 6-4, 6-2, 6-3                                       |                                                     |
| 14 | 10-10-1983 | Swiss Indoor Championships, Bâle                    |                                                     | 100 000 $                                           | Dur (int.)                                          | Vitas Gerulaitis                                    | Wojtek Fibak                                        | 4-6, 6-1, 7-5, 5-5, ab.                             |                                                     |
| 15 | 08-10-1984 | Swiss Indoor Championships, Bâle                    |                                                     | 125 000 $                                           | Dur (int.)                                          | Joakim Nyström                                      | Tim Wilkison                                        | 6-3, 3-6, 6-4, 6-2                                  |                                                     |
| 16 | 14-10-1985 | Swiss Indoor Championships, Bâle                    |                                                     | 150 000 $                                           | Dur (int.)                                          | Stefan Edberg                                       | Yannick Noah                                        | 6-7, 6-4, 7-6, 6-1                                  |                                                     |
| 17 | 13-10-1986 | Ebel Swiss Indoor Championships, Bâle               |                                                     | 175 000 $                                           | Dur (int.)                                          | Stefan Edberg                                       | Yannick Noah                                        | 7-6, 6-2, 6-7, 7-6                                  |                                                     |
| 18 | 05-10-1987 | Swiss Indoors, Bâle                                 |                                                     | 200 000 $                                           | Dur (int.)                                          | Yannick Noah                                        | Ronald Agenor                                       | 7-6, 6-4, 6-4                                       |                                                     |
| 19 | 03-10-1988 | Ebel Swiss Indoors, Bâle                            |                                                     | 240 000 $                                           | Dur (int.)                                          | Stefan Edberg                                       | Jakob Hlasek                                        | 7-5, 6-3, 3-6, 6-2                                  |                                                     |
| 20 | 02-10-1989 | Ebel Swiss Indoors, Bâle                            |                                                     | 361 000 $                                           | Dur (int.)                                          | Jim Courier                                         | Stefan Edberg                                       | 7-6, 3-6, 2-6, 6-0, 7-5                             |                                                     |
| 21 | 24-09-1990 | Swiss Indoors, Bâle                                 | World Series                                        | 450 000 $                                           | Dur (int.)                                          | John McEnroe                                        | Goran Ivanišević                                    | 6-7, 4-6, 7-6, 6-3, 6-4                             |                                                     |
| 22 | 23-09-1991 | Swiss Indoors, Bâle                                 | World Series                                        | 675 000 $                                           | Dur (int.)                                          | Jakob Hlasek                                        | John McEnroe                                        | 7-64, 6-0, 6-3                                      |                                                     |
| 23 | 28-09-1992 | Swiss Indoors, Bâle                                 | World Series                                        | 700 000 $                                           | Dur (int.)                                          | Boris Becker                                        | Petr Korda                                          | 3-6, 6-3, 6-2, 6-4                                  |                                                     |
| 24 | 27-09-1993 | Swiss Indoors, Bâle                                 | World Series                                        | 775 000 $                                           | Dur (int.)                                          | Michael Stich                                       | Stefan Edberg                                       | 6-4, 65-7, 6-3, 6-2                                 |                                                     |
| 25 | 26-09-1994 | Davidoff Swiss Indoors Basel, Bâle                  | World Series                                        | 775 000 $                                           | Dur (int.)                                          | Wayne Ferreira                                      | Patrick McEnroe                                     | 4-6, 6-2, 7-67, 6-3                                 |                                                     |
| 26 | 25-09-1995 | Davidoff Swiss Indoors Basel, Bâle                  | World Series                                        | 975 000 $                                           | Dur (int.)                                          | Jim Courier                                         | Jan Siemerink                                       | 62-7, 7-65, 5-7, 6-2, 7-5                           |                                                     |
| 27 | 23-09-1996 | Davidoff Swiss Indoors Basel, Bâle                  | World Series                                        | 975 000 $                                           | Dur (int.)                                          | Pete Sampras                                        | Hendrik Dreekmann                                   | 7-5, 6-2, 6-0                                       |                                                     |
| 28 | 29-09-1997 | Davidoff Swiss Indoors Basel, Bâle                  | World Series                                        | 975 000 $                                           | Moquette (int.)                                     | Greg Rusedski                                       | Mark Philippoussis                                  | 6-3, 7-66, 7-63                                     |                                                     |
| 29 | 05-10-1998 | Davidoff Swiss Indoors Basel, Bâle                  | Int' Series                                         | 975 000 $                                           | Dur (int.)                                          | Tim Henman                                          | Andre Agassi                                        | 6-4, 6-3, 3-6, 6-4                                  |                                                     |
| 30 | 04-10-1999 | Davidoff Swiss Indoors Basel, Bâle                  | Int' Series                                         | 975 000 $                                           | Moquette (int.)                                     | Karol Kučera                                        | Tim Henman                                          | 6-4, 7-610, 4-6, 4-6, 7-62                          | Tableau                                             |
| 31 | 23-10-2000 | Davidoff Swiss Indoors Basel, Bâle                  | Int' Series                                         | 975 000 $                                           | Moquette (int.)                                     | Thomas Enqvist                                      | Roger Federer                                       | 6-2, 4-6, 7-64, 1-6, 6-1                            | Tableau                                             |
| 32 | 22-10-2001 | Davidoff Swiss Indoors Basel, Bâle                  | Int' Series                                         | 975 000 $                                           | Moquette (int.)                                     | Tim Henman                                          | Roger Federer                                       | 6-3, 6-4, 6-2                                       | Tableau                                             |
| 33 | 21-10-2002 | Davidoff Swiss Indoors Basel, Bâle                  | Int' Series                                         | 975 000 $                                           | Moquette (int.)                                     | David Nalbandian                                    | Fernando González                                   | 6-4, 6-3, 6-2                                       | Tableau                                             |
| 34 | 20-10-2003 | Davidoff Swiss Indoors Basel, Bâle                  | Int' Series                                         | 975 000 $                                           | Moquette (int.)                                     | Guillermo Coria                                     | David Nalbandian                                    | Forfait                                             | Tableau                                             |
| 35 | 25-10-2004 | Davidoff Swiss Indoors Basel, Bâle                  | Int' Series                                         | 975 000 $                                           | Moquette (int.)                                     | Jiří Novák                                          | David Nalbandian                                    | 5-7, 6-3, 6-4, 1-6, 6-2                             | Tableau                                             |
| 36 | 24-10-2005 | Davidoff Swiss Indoors Basel, Bâle                  | Int' Series                                         | 975 000 $                                           | Moquette (int.)                                     | Fernando González                                   | Márcos Baghdatís                                    | 68-7, 6-3, 7-5, 6-4                                 | Tableau                                             |
| 37 | 23-10-2006 | Davidoff Swiss Indoors Basel, Bâle                  | Int' Series                                         | 975 000 $                                           | Moquette (int.)                                     | Roger Federer                                       | Fernando González                                   | 6-3, 6-2, 7-63                                      | Tableau                                             |
| 38 | 22-10-2007 | Davidoff Swiss Indoors Basel, Bâle                  | Int' Series                                         | 975 000 $                                           | Dur (int.)                                          | Roger Federer                                       | Jarkko Nieminen                                     | 6-3, 6-4                                            | Tableau                                             |
| 39 | 20-10-2008 | Davidoff Swiss Indoors Basel, Bâle                  | Int' Series                                         | 870 000 €                                           | Dur (int.)                                          | Roger Federer                                       | David Nalbandian                                    | 6-3, 6-4                                            | Tableau                                             |
| 40 | 02-11-2009 | Davidoff Swiss Indoors Basel, Bâle                  | ATP 500                                             | 1 225 000 €                                         | Dur (int.)                                          | Novak Djokovic                                      | Roger Federer                                       | 6-4, 4-6, 6-2                                       | Tableau                                             |
| 41 | 01-11-2010 | Swiss Indoors Basel, Bâle                           | ATP 500                                             | 1 225 000 €                                         | Dur (int.)                                          | Roger Federer                                       | Novak Djokovic                                      | 6-4, 3-6, 6-1                                       | Tableau                                             |
| 42 | 31-10-2011 | Swiss Indoors Basel, Bâle                           | ATP 500                                             | 1 308 100 €                                         | Dur (int.)                                          | Roger Federer                                       | Kei Nishikori                                       | 6-1, 6-3                                            | Tableau                                             |
| 43 | 22-10-2012 | Swiss Indoors Basel, Bâle                           | ATP 500                                             | 1 404 300 €                                         | Dur (int.)                                          | Juan Martín del Potro                               | Roger Federer                                       | 6-4, 65-7, 7-63                                     | Tableau                                             |
| 44 | 21-10-2013 | Swiss Indoors Basel, Bâle                           | ATP 500                                             | 1 445 835 €                                         | Dur (int.)                                          | Juan Martín del Potro                               | Roger Federer                                       | 7-63, 2-6, 6-4                                      | Tableau                                             |
| 45 | 20-10-2014 | Swiss Indoors Basel, Bâle                           | ATP 500                                             | 1 458 610 €                                         | Dur (int.)                                          | Roger Federer                                       | David Goffin                                        | 6-2, 6-2                                            | Tableau                                             |
| 46 | 26-10-2015 | Swiss Indoors Basel, Bâle                           | ATP 500                                             | 1 575 295 €                                         | Dur (int.)                                          | Roger Federer                                       | Rafael Nadal                                        | 6-3, 5-7, 6-3                                       | Tableau                                             |
| 47 | 24-10-2016 | Swiss Indoors Basel, Bâle                           | ATP 500                                             | 1 701 320 €                                         | Dur (int.)                                          | Marin Čilić                                         | Kei Nishikori                                       | 6-1, 7-65                                           | Tableau                                             |
| 48 | 23-10-2017 | Swiss Indoors Basel, Bâle                           | ATP 500                                             | 1 837 425 €                                         | Dur (int.)                                          | Roger Federer                                       | Juan Martín del Potro                               | 65-7, 6-4, 6-3                                      | Tableau                                             |
| 49 | 22-10-2018 | Swiss Indoors Basel, Bâle                           | ATP 500                                             | 1 984 420 €                                         | Dur (int.)                                          | Roger Federer                                       | Marius Copil                                        | 7-65, 6-4                                           | Tableau                                             |
| 50 | 21-10-2019 | Swiss Indoors Basel, Bâle                           | ATP 500                                             | 2 082 655 €                                         | Dur (int.)                                          | Roger Federer                                       | Alex de Minaur                                      | 6-2, 6-2                                            | Tableau                                             |
|    | 2020-2021  | Pas de tournoi en raison de la Pandémie de Covid-19 | Pas de tournoi en raison de la Pandémie de Covid-19 | Pas de tournoi en raison de la Pandémie de Covid-19 | Pas de tournoi en raison de la Pandémie de Covid-19 | Pas de tournoi en raison de la Pandémie de Covid-19 | Pas de tournoi en raison de la Pandémie de Covid-19 | Pas de tournoi en raison de la Pandémie de Covid-19 | Pas de tournoi en raison de la Pandémie de Covid-19 |
| 51 | 24-10-2022 | Swiss Indoors Basel, Bâle                           | ATP 500                                             | 2 135 350 €                                         | Dur (int.)                                          | Félix Auger-Aliassime                               | Holger Rune                                         | 6-3, 7-5                                            | Tableau                                             |
| 52 | 23-10-2023 | Swiss Indoors Basel, Bâle                           | ATP 500                                             | 2 196 000 €                                         | Dur (int.)                                          | Félix Auger-Aliassime                               | Hubert Hurkacz                                      | 7-63, 7-65                                          | Tableau                                             |
| 53 | 21-10-2024 | Swiss Indoors Basel, Bâle                           | ATP 500                                             | 2 385 100 €                                         | Dur (int.)                                          | Giovanni Mpetshi Perricard                          | Ben Shelton                                         | 6-4, 7-64                                           | Tableau                                             |

### Double
| No | Date       | Nom et lieu du tournoi                              | Catégorie                                           | Dotation                                            | Surface                                             | Vainqueurs                                          | Finalistes                                          | Score                                               |                                                     |
| -- | ---------- | --------------------------------------------------- | --------------------------------------------------- | --------------------------------------------------- | --------------------------------------------------- | --------------------------------------------------- | --------------------------------------------------- | --------------------------------------------------- | --------------------------------------------------- |
| 1  | 01-03-1976 | , Bâle                                              |                                                     | 30 000 $                                            | Moquette (int.)                                     | Frew McMillan Tom Okker                             | Jiří Hřebec Jan Kodeš                               | 6-4, 7-6, 6-4                                       |                                                     |
| 2  | 24-10-1977 | , Bâle                                              |                                                     | 30 000 $                                            | Moquette (int.)                                     | Mark Cox Buster Mottram                             | John Feaver John James                              | 7-5, 6-4, 6-3                                       |                                                     |
| 3  | 23-10-1978 | , Bâle                                              |                                                     | 75 000 $                                            | Dur (int.)                                          | Wojtek Fibak John McEnroe                           | Bruce Manson Andrew Pattison                        | 7-6, 7-5                                            |                                                     |
| 4  | 15-10-1979 | , Bâle                                              |                                                     | 75 000 $                                            | Dur (int.)                                          | Bob Hewitt Frew McMillan                            | Brian Gottfried Raúl Ramírez                        | 6-3, 6-4                                            |                                                     |
| 5  | 13-10-1980 | Swiss Indoor Championships, Bâle                    |                                                     | 75 000 $                                            | Dur (int.)                                          | Kevin Curren Steve Denton                           | Bob Hewitt Frew McMillan                            | 6-7, 6-4, 6-4                                       |                                                     |
| 6  | 12-10-1981 | Swiss Indoor Championships, Bâle                    |                                                     | 75 000 $                                            | Dur (int.)                                          | José Luis Clerc Ilie Năstase                        | Markus Günthardt Pavel Složil                       | 7-6, 6-7, 7-6                                       |                                                     |
| 7  | 11-10-1982 | Swiss Indoor Championships, Bâle                    |                                                     | 100 000 $                                           | Dur (int.)                                          | Henri Leconte Yannick Noah                          | Fritz Buehning Pavel Složil                         | 6-2, 6-2                                            |                                                     |
| 8  | 10-10-1983 | Swiss Indoor Championships, Bâle                    |                                                     | 100 000 $                                           | Dur (int.)                                          | Pavel Složil Tomáš Šmíd                             | Stefan Edberg Florin Segarceanu                     | 6-1, 3-6, 7-6                                       |                                                     |
| 9  | 08-10-1984 | Swiss Indoor Championships, Bâle                    |                                                     | 125 000 $                                           | Dur (int.)                                          | Pavel Složil Tomáš Šmíd                             | Stefan Edberg Tim Wilkison                          | 7-6, 6-2                                            |                                                     |
| 10 | 14-10-1985 | Swiss Indoor Championships, Bâle                    |                                                     | 150 000 $                                           | Dur (int.)                                          | Tim Gullikson Tom Gullikson                         | Mark Dickson Tim Wilkison                           | 4-6, 6-4, 6-4                                       |                                                     |
| 11 | 13-10-1986 | Ebel Swiss Indoor Championships, Bâle               |                                                     | 175 000 $                                           | Dur (int.)                                          | Guy Forget Yannick Noah                             | Jan Gunnarsson Tomáš Šmíd                           | 7-6, 6-4                                            |                                                     |
| 12 | 05-10-1987 | Swiss Indoors, Bâle                                 |                                                     | 200 000 $                                           | Dur (int.)                                          | Anders Järryd Tomáš Šmíd                            | Stanislav Birner Jaroslav Navrátil                  | 6-4, 6-3                                            |                                                     |
| 13 | 03-10-1988 | Ebel Swiss Indoors, Bâle                            |                                                     | 240 000 $                                           | Dur (int.)                                          | Jakob Hlasek Tomáš Šmíd                             | Jeremy Bates Peter Lundgren                         | 6-3, 6-1                                            |                                                     |
| 14 | 02-10-1989 | Ebel Swiss Indoors, Bâle                            |                                                     | 361 000 $                                           | Dur (int.)                                          | Udo Riglewski Michael Stich                         | Omar Camporese Claudio Mezzadri                     | 6-3, 4-6, 6-0                                       |                                                     |
| 15 | 24-09-1990 | Swiss Indoors, Bâle                                 | World Series                                        | 450 000 $                                           | Dur (int.)                                          | Stefan Kruger Christo van Rensburg                  | Neil Broad Gary Muller                              | 4-6, 7-6, 6-3                                       |                                                     |
| 16 | 23-09-1991 | Swiss Indoors, Bâle                                 | World Series                                        | 675 000 $                                           | Dur (int.)                                          | Jakob Hlasek Patrick McEnroe                        | Petr Korda John McEnroe                             | 3-6, 7-6, 7-6                                       |                                                     |
| 17 | 28-09-1992 | Swiss Indoors, Bâle                                 | World Series                                        | 700 000 $                                           | Dur (int.)                                          | Tom Nijssen Cyril Suk                               | Karel Nováček David Rikl                            | 6-3, 6-4                                            |                                                     |
| 18 | 27-09-1993 | Swiss Indoors, Bâle                                 | World Series                                        | 775 000 $                                           | Dur (int.)                                          | Byron Black Jonathan Stark                          | Brad Pearce Dave Randall                            | 3-6, 7-5, 6-3                                       |                                                     |
| 19 | 26-09-1994 | Davidoff Swiss Indoors Basel, Bâle                  | World Series                                        | 775 000 $                                           | Dur (int.)                                          | Patrick McEnroe Jared Palmer                        | Lan Bale John-Laffnie de Jager                      | 6-3, 7-6                                            |                                                     |
| 20 | 25-09-1995 | Davidoff Swiss Indoors Basel, Bâle                  | World Series                                        | 975 000 $                                           | Dur (int.)                                          | Cyril Suk Daniel Vacek                              | Mark Keil Peter Nyborg                              | 3-6, 6-3, 6-3                                       |                                                     |
| 21 | 23-09-1996 | Davidoff Swiss Indoors Basel, Bâle                  | World Series                                        | 975 000 $                                           | Dur (int.)                                          | Ievgueni Kafelnikov Daniel Vacek                    | David Adams Menno Oosting                           | 6-3, 6-4                                            |                                                     |
| 22 | 29-09-1997 | Davidoff Swiss Indoors Basel, Bâle                  | World Series                                        | 975 000 $                                           | Moquette (int.)                                     | Tim Henman Marc Rosset                              | Karsten Braasch Jim Grabb                           | 7-6, 6-7, 7-6                                       |                                                     |
| 23 | 05-10-1998 | Davidoff Swiss Indoors Basel, Bâle                  | Int' Series                                         | 975 000 $                                           | Dur (int.)                                          | Olivier Delaitre Fabrice Santoro                    | Piet Norval Kevin Ullyett                           | 6-3, 7-6                                            |                                                     |
| 24 | 04-10-1999 | Davidoff Swiss Indoors Basel, Bâle                  | Int' Series                                         | 975 000 $                                           | Moquette (int.)                                     | Brent Haygarth Aleksandar Kitinov                   | Jiří Novák David Rikl                               | 0-6, 6-4, 7-5                                       | Tableau                                             |
| 25 | 23-10-2000 | Davidoff Swiss Indoors Basel, Bâle                  | Int' Series                                         | 975 000 $                                           | Moquette (int.)                                     | Donald Johnson Piet Norval                          | Roger Federer Dominik Hrbatý                        | 7-69, 4-6, 7-64                                     | Tableau                                             |
| 26 | 22-10-2001 | Davidoff Swiss Indoors Basel, Bâle                  | Int' Series                                         | 975 000 $                                           | Moquette (int.)                                     | Ellis Ferreira Rick Leach                           | Mahesh Bhupathi Leander Paes                        | 7-63, 6-4                                           | Tableau                                             |
| 27 | 21-10-2002 | Davidoff Swiss Indoors Basel, Bâle                  | Int' Series                                         | 975 000 $                                           | Moquette (int.)                                     | Bob Bryan Mike Bryan                                | Mark Knowles Daniel Nestor                          | 7-61, 7-5                                           | Tableau                                             |
| 28 | 20-10-2003 | Davidoff Swiss Indoors Basel, Bâle                  | Int' Series                                         | 975 000 $                                           | Moquette (int.)                                     | Mark Knowles Daniel Nestor                          | Lucas Arnold Ker Mariano Hood                       | 6-4, 6-2                                            | Tableau                                             |
| 29 | 25-10-2004 | Davidoff Swiss Indoors Basel, Bâle                  | Int' Series                                         | 975 000 $                                           | Moquette (int.)                                     | Bob Bryan Mike Bryan                                | Lucas Arnold Ker Mariano Hood                       | 7-69, 6-2                                           | Tableau                                             |
| 30 | 24-10-2005 | Davidoff Swiss Indoors Basel, Bâle                  | Int' Series                                         | 975 000 $                                           | Moquette (int.)                                     | Agustín Calleri Fernando González                   | Stephen Huss Wesley Moodie                          | 7-5, 7-5                                            | Tableau                                             |
| 31 | 23-10-2006 | Davidoff Swiss Indoors Basel, Bâle                  | Int' Series                                         | 975 000 $                                           | Moquette (int.)                                     | Mark Knowles Daniel Nestor                          | Mariusz Fyrstenberg Marcin Matkowski                | 4-6, 6-4, [10-8]                                    | Tableau                                             |
| 32 | 22-10-2007 | Davidoff Swiss Indoors Basel, Bâle                  | Int' Series                                         | 975 000 $                                           | Dur (int.)                                          | Bob Bryan Mike Bryan                                | James Blake Mark Knowles                            | 6-1, 6-1                                            | Tableau                                             |
| 33 | 20-10-2008 | Davidoff Swiss Indoors Basel, Bâle                  | Int' Series                                         | 870 000 €                                           | Dur (int.)                                          | Mahesh Bhupathi Mark Knowles                        | Christopher Kas Philipp Kohlschreiber               | 6-3, 6-3                                            | Tableau                                             |
| 34 | 02-11-2009 | Davidoff Swiss Indoors Basel, Bâle                  | ATP 500                                             | 1 225 000 €                                         | Dur (int.)                                          | Daniel Nestor Nenad Zimonjić                        | Bob Bryan Mike Bryan                                | 6-2, 6-3                                            | Tableau                                             |
| 35 | 01-11-2010 | Swiss Indoors Basel, Bâle                           | ATP 500                                             | 1 225 000 €                                         | Dur (int.)                                          | Bob Bryan Mike Bryan                                | Daniel Nestor Nenad Zimonjić                        | 6-3, 3-6, [10-3]                                    | Tableau                                             |
| 36 | 31-10-2011 | Swiss Indoors Basel, Bâle                           | ATP 500                                             | 1 308 100 €                                         | Dur (int.)                                          | Michaël Llodra Nenad Zimonjić                       | Max Mirnyi Daniel Nestor                            | 6-4, 7-5                                            | Tableau                                             |
| 37 | 22-10-2012 | Swiss Indoors Basel, Bâle                           | ATP 500                                             | 1 404 300 €                                         | Dur (int.)                                          | Daniel Nestor Nenad Zimonjić                        | Treat Conrad Huey Dominic Inglot                    | 7-5, 64-7, [10-5]                                   | Tableau                                             |
| 38 | 21-10-2013 | Swiss Indoors Basel, Bâle                           | ATP 500                                             | 1 445 835 €                                         | Dur (int.)                                          | Treat Conrad Huey Dominic Inglot                    | Julian Knowle Oliver Marach                         | 6-3, 3-6, [10-4]                                    | Tableau                                             |
| 39 | 20-10-2014 | Swiss Indoors Basel, Bâle                           | ATP 500                                             | 1 458 610 €                                         | Dur (int.)                                          | Vasek Pospisil Nenad Zimonjić                       | Marin Draganja Henri Kontinen                       | 7-613, 1-6, [10-5]                                  | Tableau                                             |
| 40 | 26-10-2015 | Swiss Indoors Basel, Bâle                           | ATP 500                                             | 1 575 295 €                                         | Dur (int.)                                          | Alexander Peya Bruno Soares                         | Jamie Murray John Peers                             | 7-5, 7-5                                            | Tableau                                             |
| 41 | 24-10-2016 | Swiss Indoors Basel, Bâle                           | ATP 500                                             | 1 701 320 €                                         | Dur (int.)                                          | Marcel Granollers Jack Sock                         | Robert Lindstedt Michael Venus                      | 6-3, 6-4                                            | Tableau                                             |
| 42 | 23-10-2017 | Swiss Indoors Basel, Bâle                           | ATP 500                                             | 1 837 425 €                                         | Dur (int.)                                          | Ivan Dodig Marcel Granollers                        | Fabrice Martin Édouard Roger-Vasselin               | 7-5, 7-66                                           | Tableau                                             |
| 43 | 22-10-2018 | Swiss Indoors Basel, Bâle                           | ATP 500                                             | 1 984 420 €                                         | Dur (int.)                                          | Dominic Inglot Franko Škugor                        | Alexander Zverev Mischa Zverev                      | 6-2, 7-5                                            | Tableau                                             |
| 44 | 21-10-2019 | Swiss Indoors Basel, Bâle                           | ATP 500                                             | 2 082 655 €                                         | Dur (int.)                                          | Jean-Julien Rojer Horia Tecău                       | Taylor Fritz Reilly Opelka                          | 7-5, 6-3                                            | Tableau                                             |
|    | 2020-2021  | Pas de tournoi en raison de la Pandémie de Covid-19 | Pas de tournoi en raison de la Pandémie de Covid-19 | Pas de tournoi en raison de la Pandémie de Covid-19 | Pas de tournoi en raison de la Pandémie de Covid-19 | Pas de tournoi en raison de la Pandémie de Covid-19 | Pas de tournoi en raison de la Pandémie de Covid-19 | Pas de tournoi en raison de la Pandémie de Covid-19 | Pas de tournoi en raison de la Pandémie de Covid-19 |
| 45 | 24-10-2022 | Swiss Indoors Basel, Bâle                           | ATP 500                                             | 2 135 350 €                                         | Dur (int.)                                          | Ivan Dodig Austin Krajicek                          | Nicolas Mahut Édouard Roger-Vasselin                | 6-4, 7-65                                           | Tableau                                             |
| 46 | 23-10-2023 | Swiss Indoors Basel, Bâle                           | ATP 500                                             | 2 196 000 €                                         | Dur (int.)                                          | Santiago González Édouard Roger-Vasselin            | Hugo Nys Jan Zieliński                              | 68-7, 7-63, [10-1]                                  | Tableau                                             |
| 47 | 21-10-2024 | Swiss Indoors Basel, Bâle                           | ATP 500                                             | 2 385 100 €                                         | Dur (int.)                                          | Jamie Murray John Peers                             | Wesley Koolhof Nikola Mektić                        | 6-3, 7-5                                            | Tableau                                             |

## Palmarès dames

### Simple
| No | Date       | Nom et lieu du tournoi | Catégorie | Dotation  | Surface      | Vainqueure    | Finaliste       | Score    |         |
| -- | ---------- | ---------------------- | --------- | --------- | ------------ | ------------- | --------------- | -------- | ------- |
| 1  | 30-07-2001 | PreCon Open, Bâle      | Tier IV   | 140 000 $ | Terre (ext.) | Adriana Gerši | Marie Mikaelian | 6-4, 6-1 | Tableau |

### Double
| No | Date       | Nom et lieu du tournoi | Catégorie | Dotation  | Surface      | Vainqueures                       | Finalistes                     | Score     |         |
| -- | ---------- | ---------------------- | --------- | --------- | ------------ | --------------------------------- | ------------------------------ | --------- | ------- |
| 1  | 30-07-2001 | PreCon Open Bâle       | Tier IV   | 140 000 $ | Terre (ext.) | María José Martínez Anabel Medina | Joannette Kruger Marta Marrero | 7-65, 6-2 | Tableau |